# Oreopanax macrocephalus
Oreopanax macrocephalus là một loài thực vật có hoa trong Họ Cuồng cuồng. Loài này được Decne. & Planch. ex Wedd. mô tả khoa học đầu tiên năm 1861.